# Dames in de Dop
Dames in de Dop, in seizoen 2011 uitgezonden onder de naam Dames en Heren in de Dop, is een Nederlands televisieprogramma dat oorspronkelijk werd uitgezonden door RTL 5. In het najaar van 2024 zal het programma zijn terugkeer maken bij streamingdienst Prime Video, met Robbert Rodenburg als presentator.
Het programma is gebaseerd op het Engelse format Ladette to Lady. Het doel van het programma is om een aantal vrouwen (en in het derde seizoen ook een aantal mannen) in een aantal weken te veranderen in nette mensen. De deelnemers werden (in de eerste drie seizoenen) gehuisvest in Huis 't Velde te Warnsveld, waar ook de International Butler Academy van Robert Wennekes is gevestigd.

## Format
Elke aflevering krijgen de deelnemers een opdracht, aan het eind van de week volgt een weekopdracht op plaatsen die normaal gesproken alleen voor miljonairs zijn. Aan het einde van iedere week wordt een deelnemer weggestuurd. De winnaar of winnares van het programma wint een geldprijs en extra's. In de eerste twee seizoenen was dit € 20.000,- en een luxueuze vakantie; in seizoen drie was dit €15.000,- en een baan, een auto en sieraden; in het vierde seizoen was dit €25.000,-. Met een gemiddelde van zo'n 621.000 kijkers per aflevering, staat het programma op de veertiende plek van meest bekeken programma's van Nederland.
De eerste twee seizoenen bestonden uit een wekelijkse aflevering, waar elke aflevering iemand weg werd gestuurd. In het derde seizoen, uitgezonden in 2011, was er tien weken lang elke werkdag een aflevering van Dames in de Dop en werd er pas aan het eind van de week een deelnemer weggestuurd.
In 2024 werd er na 13 jaar afwezigheid weer een nieuw seizoen uitgezonden van Dames in de Dop. Dit ging echter gepaard met wat wijzigingen. Zo deden er aan dit seizoen enkel vrouwen aan mee, wat ook het geval was in de eerste twee seizoenen. Ook werd het programma vanaf dat seizoen voorzien van een presentator, Robbert Rodenburg.

## Seizoenen
| Seizoen | Startdatum      | Aantal afleveringen | Winnaar              | Verliezend finalist        | Overige kandidaten (in volgorde van eliminatie)                                                                                            | Internationale bestemming           |
| ------- | --------------- | ------------------- | -------------------- | -------------------------- | --- | ----------------------------------- |
| 1       | 28 mei 2007     | 6                   | Anna Jonckers        | Lara Massen                | Jasmin Velders, Kirby Wonnink, Tamara Brun, Roxanne Brouwers, Demet Sari, Daisy Smid, Elli Palimeris                                       | Dubai, Verenigde Arabische Emiraten |
| 2       | 21 april 2008   | 6                   | Michella Kox         | Nancy Janssen              | Daisy Ten Brink, Susanne Kroon (gestopt), José Makkinga, Astrid Kemperman, Sandy Schuring, Cherish Walden, Sharon Spronk                   | Zürich, Zwitserland                 |
| 3       | 7 maart 2011    | 50                  | Meron van der Schaar | Jenna Meijer               | Lois (zelf gestopt), Zira Berg, Marcin, Jennifer (voortijdig verwijderd wegens drugsgebruik), Linsey, Gary, Dilara, Dominique, Dave, Yosie | Geen                                |
| 4       | 8 november 2024 | 7                   | Ramona Adema         | Shani van Hoey Anna Tschur | Fabienne van den Bogaart, Michelle van Dalen, Cassidy Vermeulen (zelf gestopt), Emmely Hartjesveld, Rachel Scheffer, Jennifer Casongo      | Geen                                |

## Trivia
- Michella Kox die in 2008 het tweede seizoen van het programma won, keerde in het vierde seizoen in 2024 terug als een inspirator voor de nieuwe kandidaten.[3]